# Olha Freimut
Olha Freimut (en ucraniano: Фреймут Ольга Михайлівна; Novyi Rozdil, 25 de febrero de 1982) es una presentadora de televisión, periodista, escritora y modelo Ucraniana.

## Biografía
Olha nació en Novyi Rozdil, Raión de Stry. Su padre es futbolista y su madre es nadadora. Estudió piano en la escuela de música durante ocho años.
Obtuvo una Maestría en Periodismo Internacional en la Universidad de Leópolis y un diploma cum laude en la Universidad de la City de Londres. Durante sus estudios, trabajó como camarera.

### Carrera
Trabajó como periodista para la BBC hasta la Revolución Naranja, cuando regresó a Kiev desde Londres y consiguió un trabajo con el equipo internacional del Quinto Canal de Ucrania. Rápidamente, cambió al periodismo de moda.
Ha participado en los siguientes programas: Desayuno con 1+1; Pidyom (con Oleksandr Pedan y Serhiy Prytula); Shoumaniya (con Dima Kolyadenko); Revizor; ¿Quién está en la cima? (con Serhiy Prytula); Kabrioleto (con Serhiy Prytula y Oleksandr Pedan); ShoumaStgouon; Guerra de los Mundos (con Aram Mnatsakanov); En Cuchillos; De Ladette a Lady; Olha (la primera adaptación legal de The Ellen DeGeneres Show de los Estados Unidos).
El 2 de diciembre de 2011, lideró el cuadro de la fase de grupos para el Campeonato Europeo de Fútbol de 2012.
Tiene experiencia en el campo del doblaje: en el verano de 2011, Fermut fue actriz de voz en la serie de dibujos animados Los Pitufos. Ella expresó el papel de Pauline en la serie de televisión polaca Nuestra Señora en Varsovia para 1+1.
Escribe artículos sobre moda. Ha escrito tres libros: "Donde come Freimut y con quién duerme"; Bread Jan (para niños); y Escuela de etiqueta de la Sra. Freimut.
En 2011, la revista Focus calificó a las "30 emisoras más exitosas de Ucrania" y Olha Freimut ocupó el puesto 26. Según la revista New Time, Fermut estaba entre las 100 mujeres más exitosas de Ucrania.